# شهرستان کانورس (وایومینگ)
شهرستان کانورس، وایومینگ (به انگلیسی: Converse County, Wyoming) یک سکونتگاه مسکونی در ایالات متحده آمریکا است که در وایومینگ واقع شده‌است.

## خصوصیات
شهرستان کانورس ۱۱٬۰۴۶٫۳۶ کیلومترمربع مساحت دارد.